# 望月宿
望月宿（もちづきしゅく）は、中山道六十九次のうち江戸から数えて二十五番目の宿場。

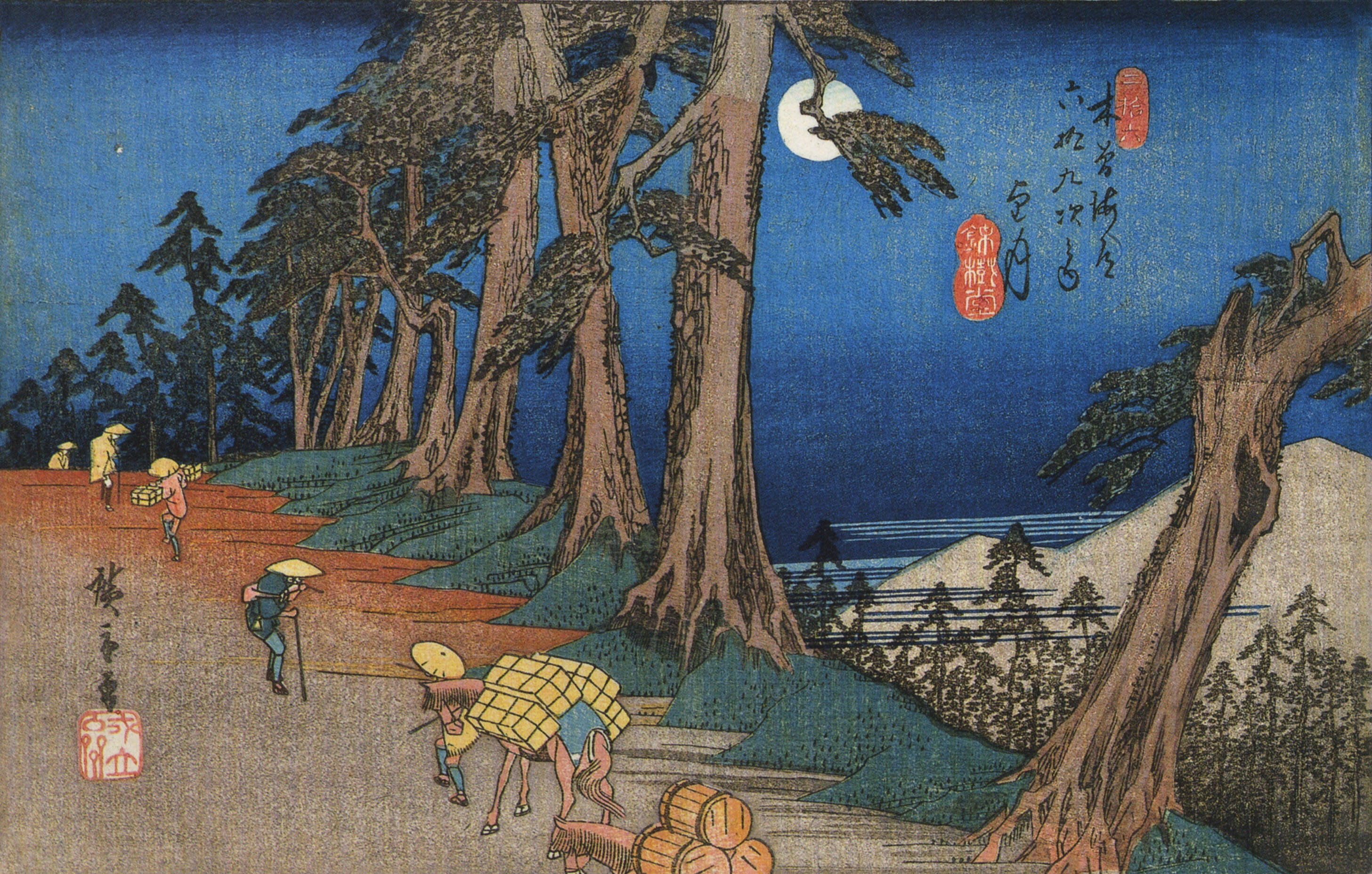
歌川広重「木曽海道六十九次・望月」

## 特徴
天保14年（1843年）の『中山道宿村大概帳』によれば、望月宿の宿内家数は82軒、うち本陣1軒、脇本陣1軒、旅籠9軒で宿内人口は360人であった。

## 概要
現在の長野県佐久市望月にあたる。平安時代からこの地を収めていた豪族望月氏の姓や、その望月氏が朝廷や幕府に献上していた馬の名産地として蓼科山裾野の「望月牧」から、「望月」の名が付いたとも言われる。なお、望月氏の由来は、望月牧の別当を務め、その一族が毎年旧暦8月15日の満月の日（望月）に馬を朝廷や幕府に献上していた為である。

## 最寄り駅
- JR北陸新幹線・小海線佐久平駅から車20分

　バス：望月・立科方面約30分　
- JR北陸新幹線･しなの鉄道 上田駅から車40分

　バス：望月方面約50分
- しなの鉄道小諸駅から車20分

　バス：望月・立科方面約30分

## 史跡・みどころ
- 真山家建物（重要文化財）
- 榊祭り（松明と、神輿を神社に奉納する祭り。神輿は高さ数メートルの木を立てた神輿で、勇壮な暴れ神輿である）

## 参考画像

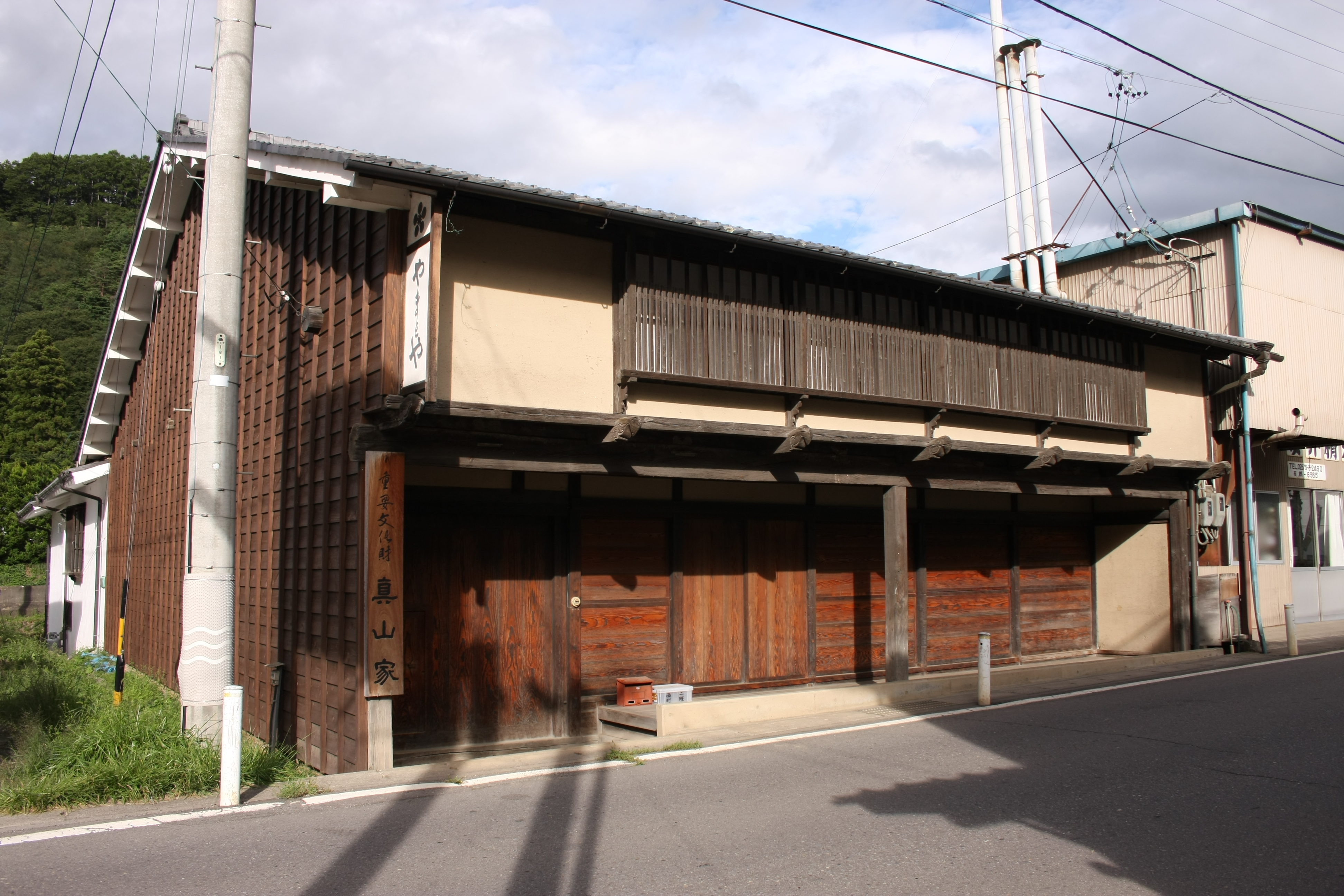
真山家建物
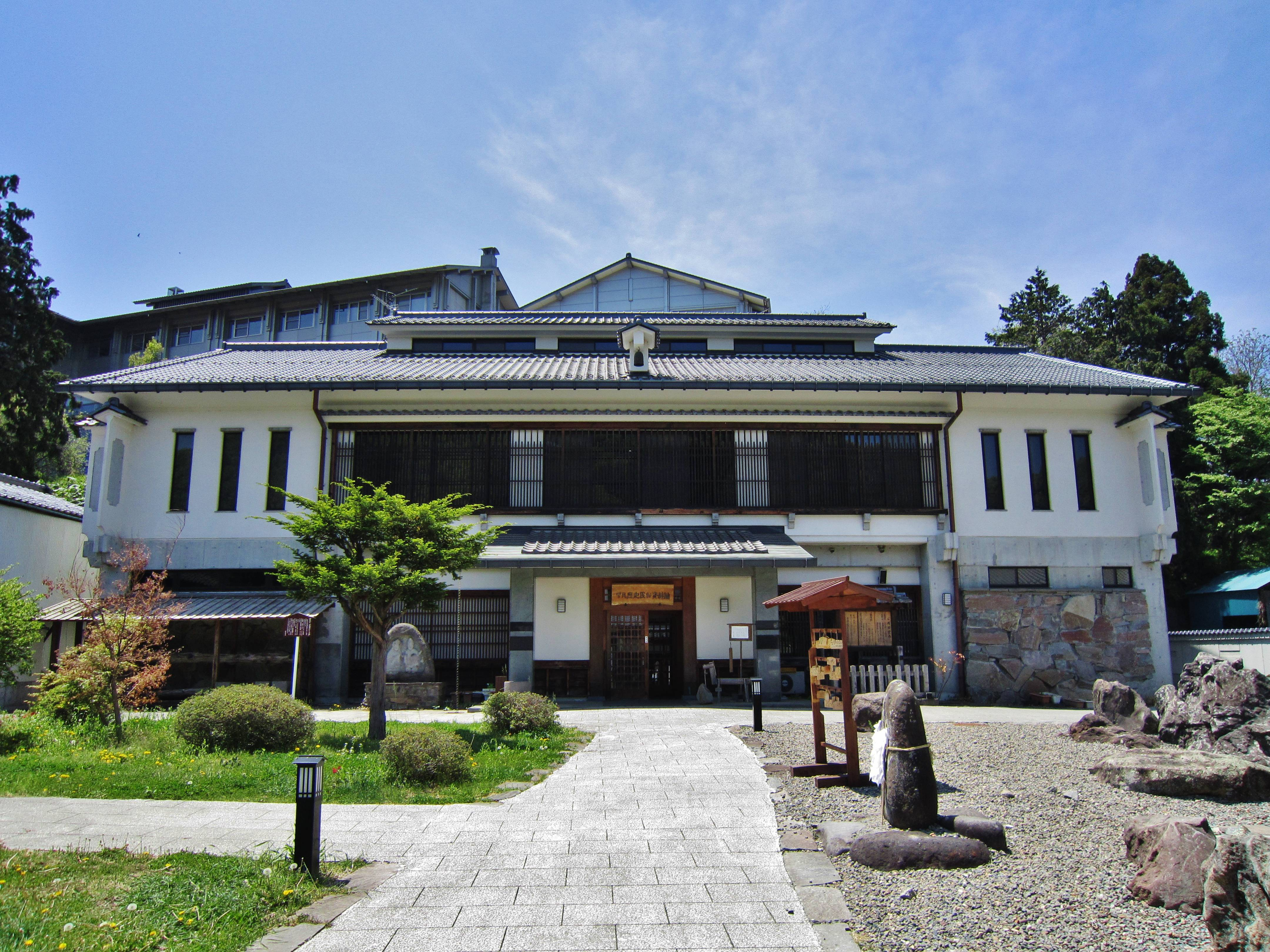
望月歴史民俗資料館
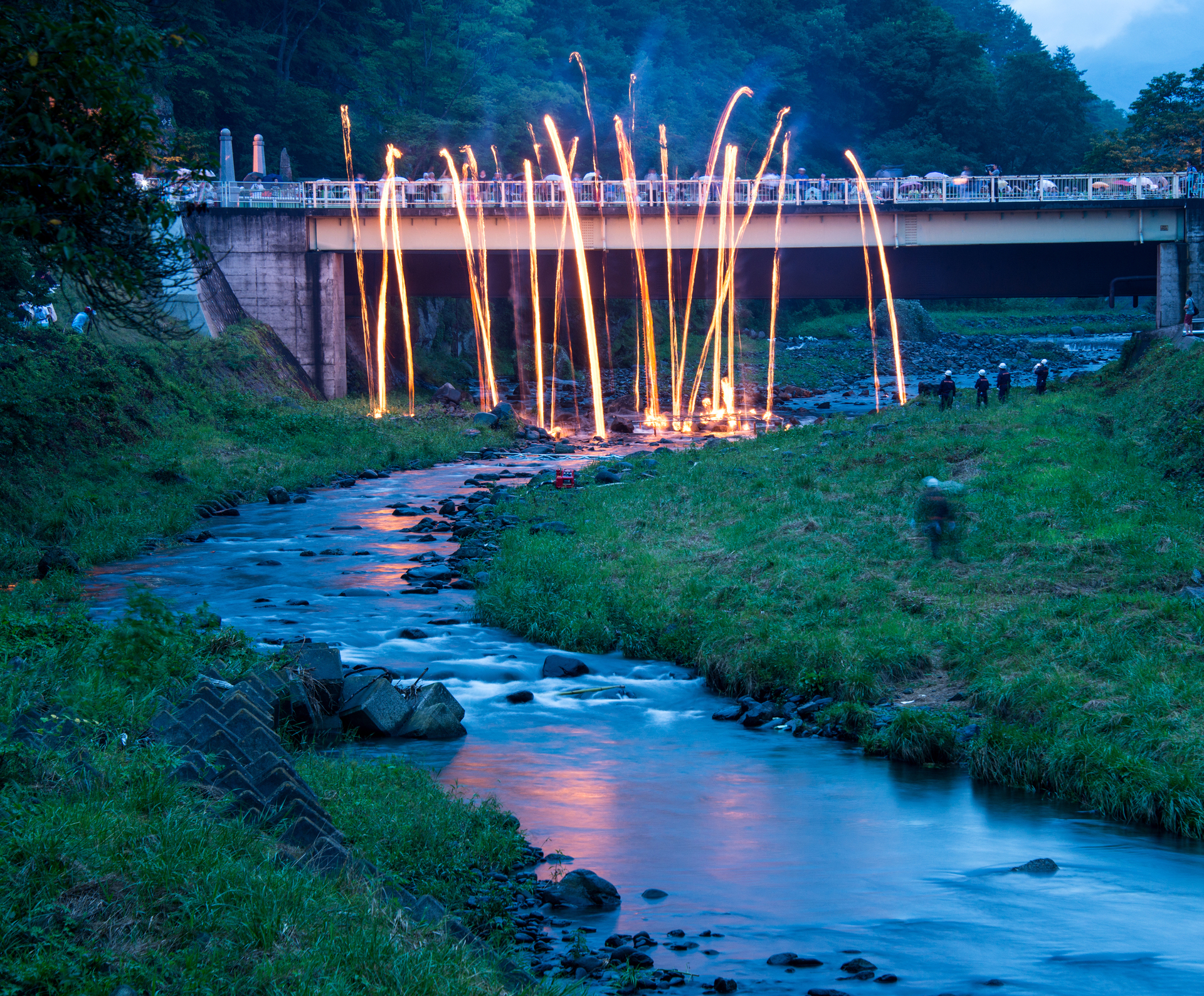
榊祭り

## 隣の宿
中山道
八幡宿 - 望月宿 - 芦田宿
芦田宿との間に、間の宿として茂田井宿があった。